# Боровково (Куньїнський район)
Боровково (рос. Боровково) — присілок в Куньїнському районі Псковської області Російської Федерації.
Населення становить 144 особи. Входить до складу муніципального утворення Пухновська волость.

## Історія
Від 2015 року входить до складу муніципального утворення Пухновська волость.

## Населення
| 2001 | 2002 | 2010 |
| ---- | ---- | ---- |
| 188  | ↘149 | ↘144 |